# Lekkoatletyka na Letnich Igrzyskach Olimpijskich 1904 – bieg na 200 metrów

Bieg na 200 metrów podczas igrzysk olimpijskich w 1904 w Saint Louis rozegrano 31 sierpnia 1904 na stadionie Francis Field należącym do Washington University (zarówno eliminacje, jak i finał). Startowało 5 lekkoatletów z 2 państw. Przeprowadzono dwa biegi eliminacyjne, z których dwóch najlepszych zawodników awansowało do finału.

## Rekordy
| Rekord świata     | 21,4 | Jim Maybury      | Chicago (USA)   | 5 czerwca 1897 |
| Rekord olimpijski | 22,2 | Walter Tewksbury | Paryż (Francja) | 22 lipca 1900  |

## Eliminacje

### Bieg 1
| Poz. | Zawodnik           | Kraj              | Wynik    | Uwagi |
| ---- | ------------------ | ----------------- | -------- | ----- |
| 1.   | Archie Hahn        | Stany Zjednoczone | 22,2     | Q =   |
| 2.   | Nathaniel Cartmell | Stany Zjednoczone | nieznany | Q     |

### Bieg 2
| Poz. | Zawodnik         | Kraj              | Wynik    | Uwagi |
| ---- | ---------------- | ----------------- | -------- | ----- |
| 1.   | William Hogenson | Stany Zjednoczone | 22,8     | Q     |
| 2.   | Fay Moulton      | Stany Zjednoczone | nieznany | Q     |
| 3.   | Bobby Kerr       | Kanada            | nieznany |       |

## Finał
| Poz.   | Zawodnik           | Kraj              | Wynik    | Uwagi |
| ------ | ------------------ | ----------------- | -------- | ----- |
| złoto  | Archie Hahn        | Stany Zjednoczone | 21,6     | OR    |
| srebro | Nathaniel Cartmell | Stany Zjednoczone | 21,9     |       |
| brąz   | William Hogenson   | Stany Zjednoczone | nieznany |       |
| 4.     | Fay Moulton        | Stany Zjednoczone | nieznany |       |

Hahn zyskał przewagę na początku, ponieważ jego rywale zostali cofnięci o jard z powodu falstartu. Cartmell wystartował wolno i po 20 jardach był ostatni, o 7 jardów za pozostałymi. Później wyprzedził dwóch konkurentów, ale na mecie był 2 jardy za Hahnem. Był to drugi złoty medal olimpijski Hahna.